# 威徳寺 (東京都港区)
威徳寺（いとくじ）は、東京都港区にある真言宗智山派の寺院。

## 歴史
858年（天安2年）に開山された。
805年（延暦24年）、伝教大師最澄は帰国の途上、嵐に遭い、自作の不動明王像を海に沈めたことで何とか帰国することができた。858年（天安2年）、越後国三島郡出雲崎（現・新潟県三島郡出雲崎町）の漁師がこの不動明王像を発見して祀った。これが当寺の起源である。
1063年（永承6年）、源頼義は当寺で戦勝祈願し、後に下総国香取郡米沢（現・千葉県香取郡神崎町）に移転させた。
1600年（慶長5年）、良台の代になり、本尊からの霊夢により現在地に移転した。江戸時代は紀州徳川家の祈願寺となっていた。

## 交通アクセス
- 赤坂見附駅より徒歩3分。